# Herr Bohm och sillen
Herr Bohm och sillen är en svensk animerad kortfilm från 1988 i regi av Peter Cohen, med Gösta Ekman som berättare. Den är tolv minuter lång och barntillåten.
Filmen visades första gången på Kanal 1 den 6 januari 1988. Den hade biografpremiär på Filmstaden i Stockholm den 25 mars samma år, som förfilm till Johannes' hemmelighed (1985) av Åke Sandgren.

## Handling
Herr Bohm undrar hur det kommer sig att fiskar inte kan leva på land? Han tänker att det får han lov att prova...

## Rollista (komplett)
- Gösta Ekman – berättare

## Mottagande
- 1988 – Filmfestivalen i Berlin - C.I.F.E.J. Award, hedersomnämnande till Gösta Ekman och Olof Landström